# Amaxia ockendeni
Amaxia ockendeni är en fjärilsart som beskrevs av Rothschild 1909. Amaxia ockendeni ingår i släktet Amaxia och familjen björnspinnare. Inga underarter finns listade i Catalogue of Life.